# فنلاند در المپیک تابستانی ۱۹۷۲

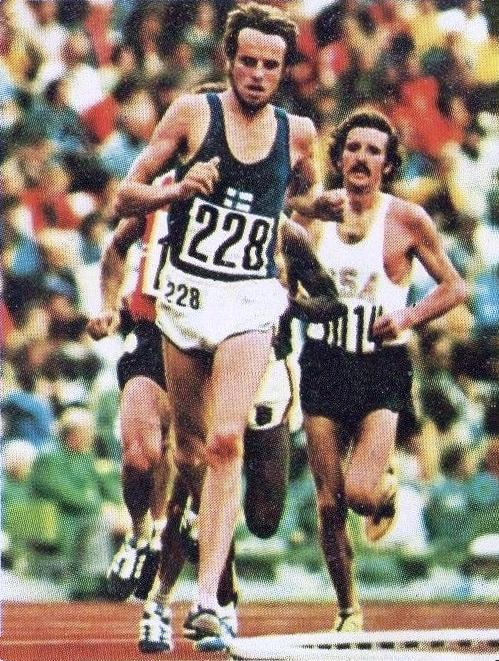
فنلاند در بازی‌های المپیک تابستانی ۱۹۷۲

فنلاند در بازی‌های المپیک تابستانی ۱۹۷۲ که در شهر مونیخ آلمان غربی برگزار شد، کاروان فنلاند با ۹۶ ورزشکار در این رقابت‌ها شرکت کرد و موفق به کسب ۸ مدال (۳ طلا، ۱ نقره، ۴ برنز) شد. در جدول رتبه‌بندی توزیع مدال‌ها، فنلاند در ردهٔ ۱۴ مسابقات قرار گرفت.